# Tituly a vyznamenání Kábúse bin Saída

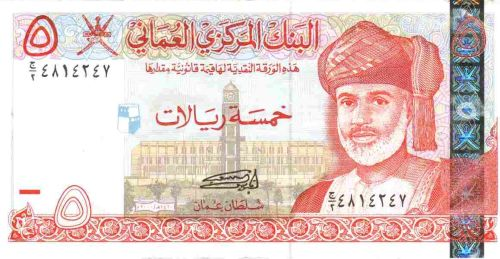
Sultán Kábús bin Saíd na ománské bankovce v hodnotě 5 ománských rialů

Erb Kábúse bin Saída jakožto rytíře Řádu Isabely Katolické

Kábús bin Saíd, ománský sultán a předseda vlády Ománu, obdržel během svého života řadu domácích i zahraničních řádů a vyznamenání. Byl také vrchním velitelem ománských ozbrojených sil. Během své vlády v letech 1970 až 2020 byl velmistrem ománských řádů. Kromě vyznamenání se mu dostalo i zahraničních ocenění. V roce 2019 mu byla od indické vlády udělena Gándhího cena míru za přičinění se o pozitivní sociální, ekonomické a politické změny prostřednictvím Gándhího metod.
Sám sultán Kábús založil Cenu sultána Kábúse za ochranu životního prostředí, která je udělována každé dva roky.

## Tituly
- 18. listopadu 1940 – 23. července 1970: Jeho Výsost princ Kábús bin Saíd
- 23. července 1970 – 2. prosince 1971: Jeho Výsost sultán
- 2. prosince 1971 – 10. ledna 2020: Jeho Veličenstvo sultán

## Vojenské hodnosti
- polní maršál Královské armády Ománu
- admirál loďstva Královského námořnictva Ománu
- maršál Královských vzdušných sil Ománu
- vrchní velitel Královské policie Ománu

### Čestné vojenské hodnosti
- čestný generál Britské armády

## Vyznamenání

### Ománská vyznamenání
Během své vlády od 23. července 1970 do své smrti 10. ledna 2020 byl velmistrem ománských řádů.
- Řád Saídů
- Civilní řád Ománu
- Řád založení
- Řád sultána Kábúse
- Řád sultánova pochvalná
- Řád jeho veličenstva sultána Kábúse bin Saída
- Řád obrody
- Řád velká obrody
- Řád velká čestná
- Řád Nu'man
- Řád za zásluhy v kultuře, vědě a umění
- Řád uznání
- Vojenský řád Ománu
- Zvláštní sultánský řád Tughrai
- Vojenský řád úspěchu

### Zahraniční vyznamenání
- Bahrajn
  -  Řád al-Chalífy I. třídy
- Brunej
  -  Královský rodinný řád koruny Bruneje – 15. prosince 1984
- Egypt
  -  řetěz Řádu Nilu – 1976
- Francie
  -  velkokříž Řádu čestné legie – 31. května 1989
- Indonésie
  -  Řád hvězdy Indonéské republiky I. třídy
- Írán
  -  řetěz Řádu Pahlaví – 3. března 1974
  -  Pamětní medaile 2500. výročí Perské říše – 14. října 1971[2]
- Jižní Afrika
  -  velkokříž Řádu dobré naděje – 1999[3]
- Itálie
  -  rytíř velkokříže s řetězem Řádu zásluh o Italskou republiku – 22. dubna 1974[4]
- Japonsko
  -  velkokříž s řetězem Řádu chryzantémy
- Jordánsko
  -  řetěz Řádu al-Husajna bin Alího
- Katar
  - Řetěz nezávislosti
- Kazachstán
  -  Řád přátelství I. třídy – 2001[5]
- Kuvajt
  -  řetěz Řádu Mubáraka Velikého – 28. prosince 2009
- Libanon
  -  řetěz Řádu za zásluhy
- Malajsie
  -  čestný člen Řádu říšské koruny – 1991[6]
- Německo
  -  velkokříž speciální třídy Záslužného řádu Spolkové republiky Německo
- Nizozemsko
  -  velkokříž Řádu nizozemského lva – 2012
- Pákistán
  -  Řád Pákistánu I. třídy
- Rakousko
  -  velkohvězda Čestného odznaku Za zásluhy o Rakouskou republiku – 31. března 2001[7]
- Saúdská Arábie
  - Řád Badru
  -  Řád krále Abd al-Azíze I. třídy – 1971
  -  řetěz Řádu krále Abd al-Azíze – 23. prosince 2006
- Singapur
  -  Řád Temasek I. třídy – 12. března 2009
- Spojené arabské emiráty
  -  řetěz Řádu federace
- Spojené království
  -  čestný rytíř velkokříže Řádu svatého Michala a svatého Jiří – 8. července 1976[8]
  -  čestný rytíř velkokříže Královského Viktoriina řádu – 28. února 1979[8]
  -  čestný rytíř velkokříže Řádu lázně – 18. března 1982[8]
  -  Královský Viktoriin řetěz – 27. listopadu 2010
  -  rytíř spravedlnosti Nejctihodnějšího řádu svatého Jana Jeruzalémského – 8. listopadu 1976
  -  Bailiffův velkokříž Nejctihodnějšího řádu svatého Jana Jeruzalémského – 19. března 1984
- Sýrie
  -  člen I. třídy Řádu Umajjovců
- Španělsko
  -  velkokříž s řetězem Řádu Isabely Katolické – 13. prosince 1985 – udělil král Juan Carlos I.[9]
- Tunisko
  -  řetěz Řádu nezávislosti
  -  velkostuha Řádu republiky